# Bignet
A Bignet é uma empresa pioneira na região da Baixada Santista, que atua desde 1995 no mercado de provedoria de acesso à Internet.
Atuando em acesso a Internet através de rede própria de rádios Motorola Canopy, atendendo as cidades de Santos, São Vicente, Praia Grande, Cubatão e Guarujá, todas no estado de São Paulo.
Em 2011 iniciou a construção de sua rede de fibra ótica, atendendo as principais avenidas de Santos e a região do Centro Histórico, a rede de fibra já atende (em 2012), quase 30% da área urbana do município de Santos.
Oferece serviços de alta disponibilidade, tais como Lan to Lan, acesso a Internet, Hospedagem de sites, Colocation em DataCenter próprio.

## Bignet na Mídia
- Estadão Online - 26/10/2006
- INFO Online - 27/10/2006